# Pachylocerus unicolor
Pachylocerus unicolor es una especie de escarabajo longicornio del género Pachylocerus, tribu Pseudolepturini, orden Coleoptera. Fue descrita científicamente por Dohrn en 1878.

## Descripción
Mide 21 milímetros de longitud.

## Distribución
Se distribuye por Birmania.